# Bratislava
Bratislava (pronunciado em português europeu: [bɾɐtiʒˈlavɐ, bɾatiʒˈlavɐ]; pronunciado em português brasileiro: [bɾatisˈlavɐ, bɾatʃisˈlavɐ]; pronunciado em eslovaco: [ˈbratislava] (escutarⓘ); antigamente em eslovaco: Prešporok; em alemão:  Pressburg ou Preßburg; em húngaro:  Pozsony; em latim: Posonium) é a capital e principal cidade da Eslováquia, situada no sudoeste do país, junto da fronteira com a Áustria e da fronteira com a Hungria, tornando-se, assim, na única capital europeia situada na fronteira do seu país com outros dois. A cidade é também cortada pelo rio Danúbio em seu curso. Com 475 mil habitantes (2021), é a maior cidade do país. Os Cárpatos, uma das notórias cordilheiras europeias, começam no território da cidade (Malé Karpaty, «Pequenos Cárpatos»). Sede da presidência, do parlamento e do governo eslovacos, Bratislava conta ainda com universidades, museus, teatros e toda infraestrutura comum às grandes cidades no que tange à vida política, cultural e social da Europa.

## Nomes
Bratislava, como foi rebatizada em 6 de março de 1919, tem sido conhecida por muitos nomes em diferentes línguas ao longo de sua história. Seu primeiro nome registrado nos Annales Iuvavenses (ou Anais de Salzburgo) do século X, foi Brezalauspurc (literalmente: Castelo de Braslav). Importantes nomes alternativos são: alemão: Pressburg ou Preßburg [ˈpʁɛsbʊɐk] (atualmente ainda usado em países de língua alemã – principalmente na Áustria, apenas raramente na Alemanha), húngaro: Pozsony [poʒoɲ] (ainda hoje utilizado em húngaro), antigo nome eslovaco: Prešporok.
Outros nomes são ou foram: grego: Istrópolis [Ιστρόπολις] (que significa "Cidade do Danúbio", também usado em latim), tcheco: Prešpurk, francês: Presbourg, italiano: Presburgo, latim: Posonium, croata: Požun). O nome Pressburg também foi utilizado em publicações em inglês até 1919, e ainda hoje é utilizado ocasionalmente.
Em documentos antigos, confusão pode ser causada pelas formas latinas Bratislavia, Wratislavia, etc, que referem-se a  Wrocław (Breslau), Polônia, e não Bratislava.
Uma gíria comum usada para se referir a Bratislava em outras partes da Eslováquia é Blava.

## História

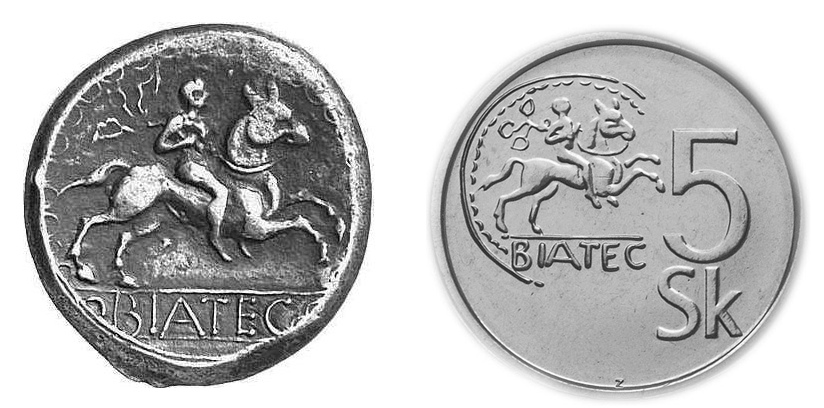
Uma original Biatec e sua réplica em um moderno 5 - coroa moeda.

O primeiro assentamento permanente conhecido da região começou com a Cultura da Cerâmica Linear, cerca de 5000 a.C., no Neolítico. Por volta de 200 a.C., a tribo celta dos boios fundou o primeiro assentamento significativo — uma cidade fortificada conhecida como ópido) — e também estabeleceu uma fábrica que produzia moedas conhecidas como biatecs.
A área caiu sob a influência dos Romanos a partir do século I até século IV e fazia parte da Limas Danubianas, um sistema de defesa das fronteiras. Os romanos introduziram a viticultura na área, iniciando uma tradição de produção de vinho, que sobrevive até hoje.
Os eslavos chegaram do leste entre os séculos V e VI, durante o período de migração. Em resposta aos ataques dos ávaros, as tribos eslavas locais rebelaram-se e estabeleceram o império de Samo da Boêmia (623–658), a primeira entidade política eslava conhecida. No século IX, os castelos de Bratislava (Brezalauspurc) e Devín (Dowina) eram importantes centros dos estado eslavos do Principado de Nitra e da Grande Morávia. Por outro lado, a identificação dos dois castelos como fortalezas construídas na Grande Morávia tem sido posta em debate, com base em argumentos linguísticos e devido à ausência de provas arqueológicas consistentes.
A primeira referência escrita a um assentamento chamado "Brezalauspurc" data de 907 e está relacionada com a Batalha de Pressburgo, durante a qual o exército da Baviera foi derrotado pelos húngaros de etnia magiar e que está ligada à queda da Grande Morávia, já enfraquecida pelo seu próprio declínio. Todavia, o local exato da batalha é até hoje desconhecido. Segundo algumas interpretações seria a oeste do lago Balaton.

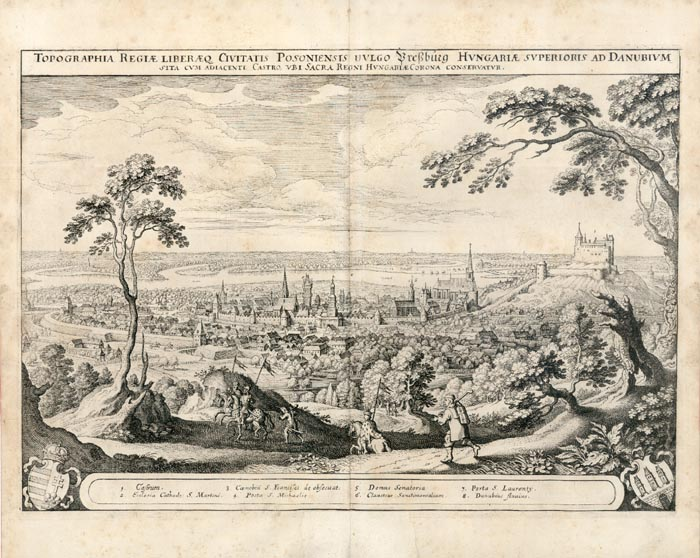
Pressburg/Pozsony no século XVII

No século X, o território de Pressburg (o que viria a ser o megye de Pozsony) tornou-se parte da Hungria (chamada Reino da Hungria a partir do ano 1000) e tornou-se um centro administrativo e económico fundamental na fronteira do reino. Essa posição estratégica fez com que a cidade se tornasse alvo de frequentes ataques e batalhas, mas também trouxe-lhe desenvolvimento económico e grande importância política. Pressburg foi concedida a primeira cidade conhecida privilégios em 1291 pelo húngaro  André III, e foi declarada uma cidade livre real em 1405 pelo rei Sigismundo de Luxemburgo, que deu o direito à cidade de utilizar o seu próprio brasão de armas em 1436.
O Reino da Hungria foi derrotado pelo Império Otomano na Batalha de Mohács em 1526. Posteriormente, os Turcos sitiaram Pressburg, danificado-a, mas não a conseguindo conquistar. Devido aos avanços otomanos em território húngaro, a cidade foi designada a nova capital da Hungria em 1536, tornando-se parte do Monarquia de Habsburgo e que marca o início de uma nova era. A localidade se tornou uma cidade bem como a sede da coroação dos reis, arcebispos (1543), da nobreza e de todas as principais organizações e edifícios governamentais. Entre 1536 e 1830, onze reis e rainhas foram coroados na Catedral de São Martinho. No entanto, o sécuxlo XVII foi marcado por revoltas antiHabsburgo, guerra com os turcos, inundações, pragas e outras catástrofes.
A Reforma chegou na segunda metade do século XVI e encontrou adeptos principalmente na classe urbana. Como resultado das frequentes insurreições contra o catolicismo Habsburgo, os subúrbios foram devastados. A cidade e o castelo foram conquistados por diversas vezes pelos insurgentes, depois reconquistados pelas tropas imperiais. Este período de revoltas culminou em 1711 com a assinatura da Paz de Szatmár.

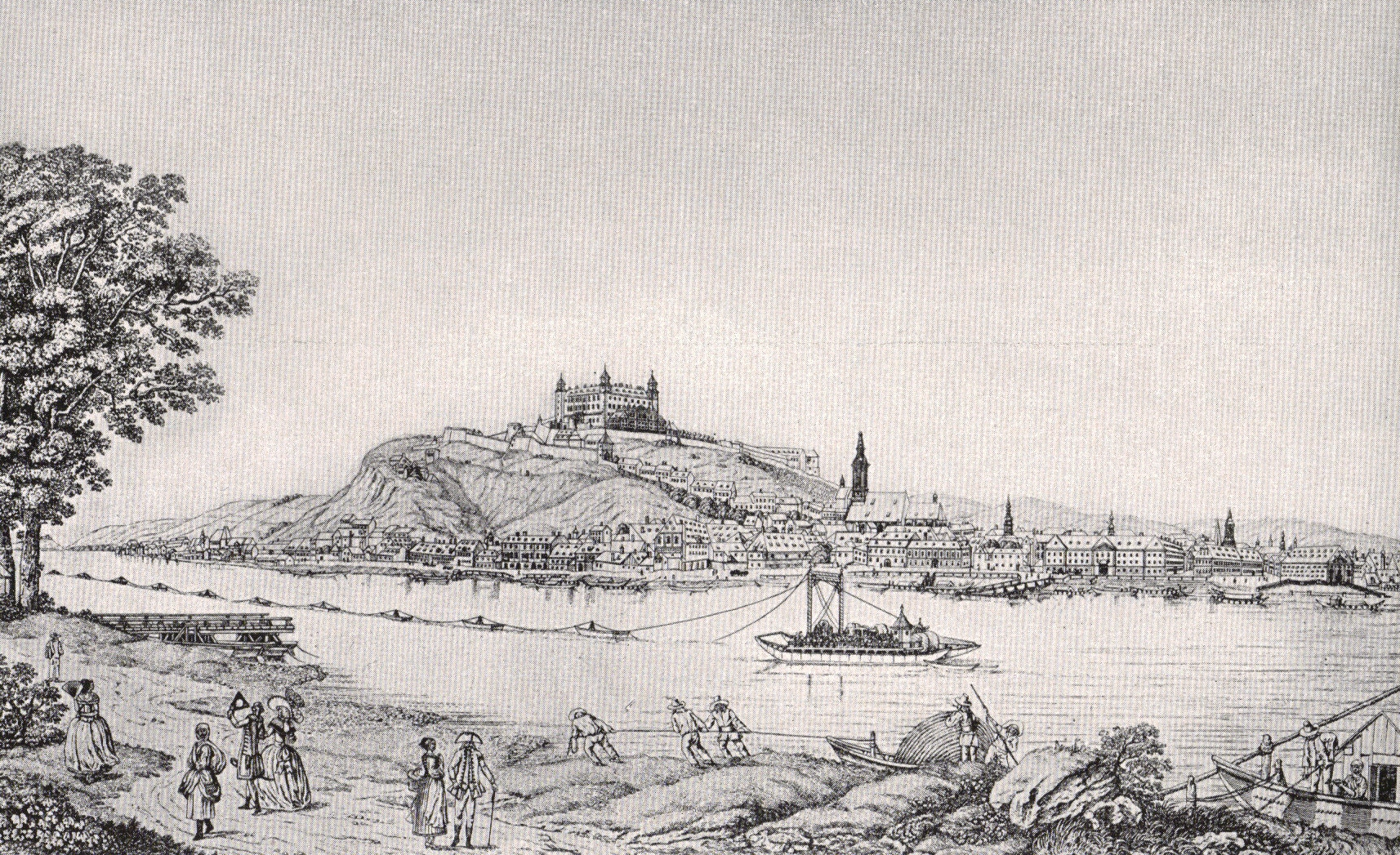
Pressburg em um desenho datado de 1787

Pressburg floresceu durante o século XVIII. No reinado de Maria Teresa da Áustria, tornou-se o maior e mais importante centro no território das atuais Eslováquia e Hungria. A população triplicou; foram edificados muitos novos palácios, mosteiros, mansões, e as ruas foram construídas, transformando a cidade no centro da vida social e cultural da região. No entanto, a cidade começou a perder a sua importância sob o reinado do filho de Maria Teresa José II, especialmente quando a joias da coroa foram movidas para Viena em 1783, em uma tentativa de fortalecer a união entre a Áustria e a Hungria. Muitos organismos centrais posteriormente foram transferido para Buda, seguidos por um grande segmento da nobreza. Os primeiros jornais em húngaro e eslovaco foram publicados aqui, respetivamente o Magyar hírmondó em 1780, e o Presspurske Nowinyem 1783.

## Geografia
Bratislava é a capital de Eslováquia, está situada no centro da Europa e no sudoeste da Eslováquia. Sua localização junto às fronteiras da Áustria, no oeste, e Hungria, no sul, faz com que seja a única capital de um país no mundo cujas fronteiras sejam com dois países. Está só a 62 quilômetros da fronteira com a República Checa e a só a 60 quilômetros de Viena, o que faz destas duas últimas as capitais europeias mais próximas uma da outra (se excluídas Roma e a Cidade do Vaticano, que tem um estatuto especial).
A cidade tem uma superfície total de 367,58 km², pelo que é a segunda cidade maior da Eslováquia por superfície (após a cidade de Vysoké Tatry). Bratislava se situa a ambos os lados do rio Danúbio, que cruza a cidade desde o oeste para o sudeste. A bacia do Médio Danúbio começa na Porta Devín, no oeste. Outros rios próximos são o rio Morava, que forma a fronteira norocidental da cidade e desemboca no Danúbio em Devín, e os rios Pequeno Danúbio e Vydrica, que desembocam no Danúbio, no município de Karlova Vês. Algumas partes de Bratislava, em particular Devín e Devínska Nová Vês, são vulneráveis às inundações. Por esta razão estão-se construindo em ambas orlas novas proteções contra as inundações.

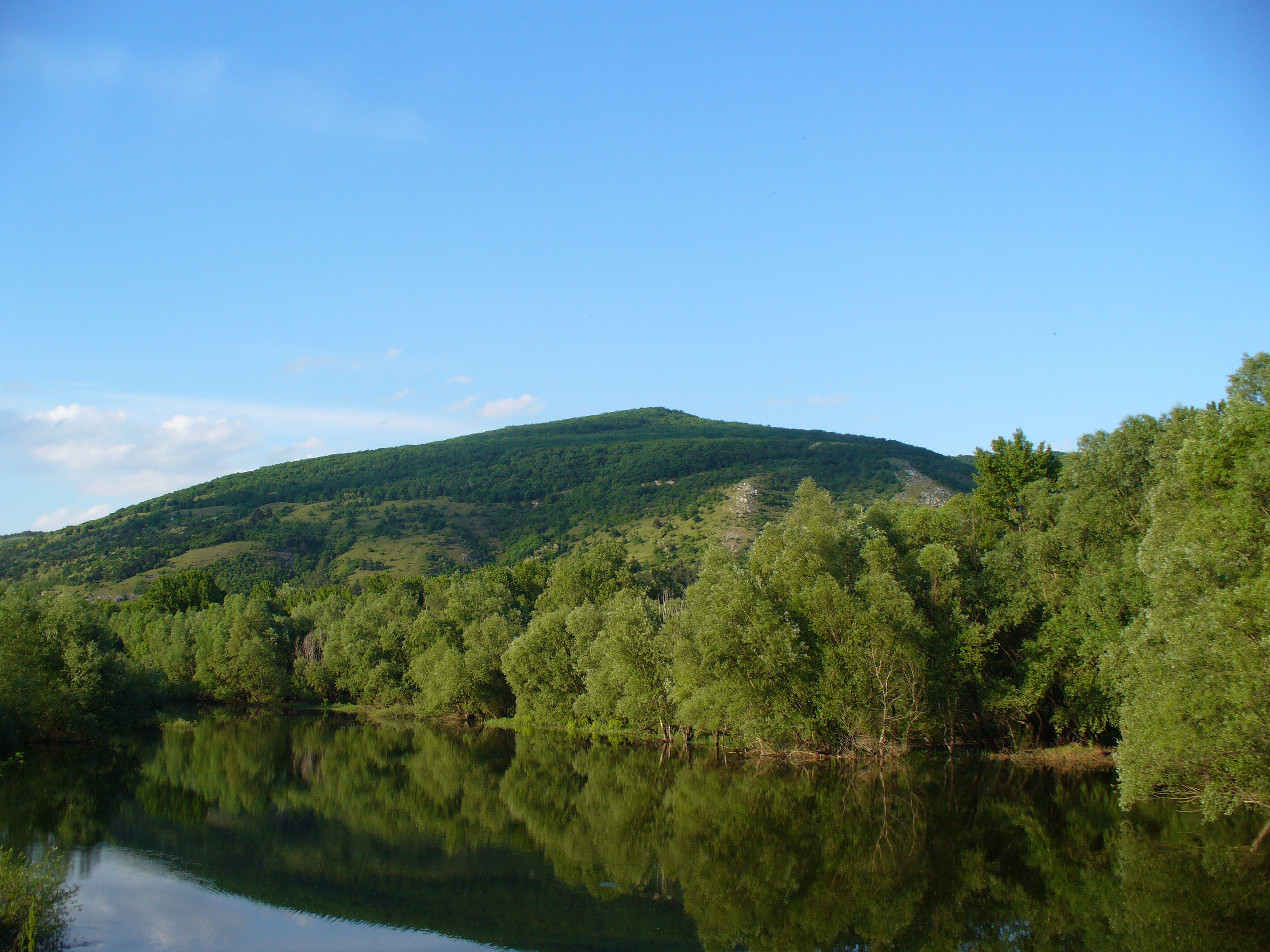
O ponto mais alto de Bratislava, Devínska Kobyla, visto desde Devín.

A cordilheira dos Cárpatos começa na cidade no que se chama Cárpatos Pequenos (Malé Karpaty). A área inclui o Parque Florestal de Bratislava, que é muito popular entre os habitantes da cidade e é parte da zona paisagística protegida dos Cárpatos Pequenos. A cidade é o ponto mais baixo na superfície do Danúbio, com 126 metros acima do nível médio do mar, e o ponto mais alto é Devínska Kobyla com 514 metros. A altitude média é de 140 metros.
As cidades e povos mais próximos são: ao norte Stupava, Borinka e Svätý Jur; ao este Ivanka pri Dunaji e Most pri Bratislave; no sudeste Rovinka, Dunajská Lužná e Šamorín; ao sul Rajka (Hungria), e ao oeste Kittsee (Áustria), Hainburg an der Donau (Áustria) e Marchegg (Áustria).

### Distâncias de algumas cidades europeias
Bratislava está situada a: 62 km de Viena; 196 km de Budapeste; 324 km de Praga; 569 km de Belgrado; 769 km de Zurique; 1 266 km de Paris; 1 273 km de Amsterdã; 1 314 km de Roma; 1 473 km de Istambul; 1 602 km de Londres; 1 735 km de Estocolmo; 1 886 km de Atenas; 2 104 km de Moscou e 2 261 km de Madri.

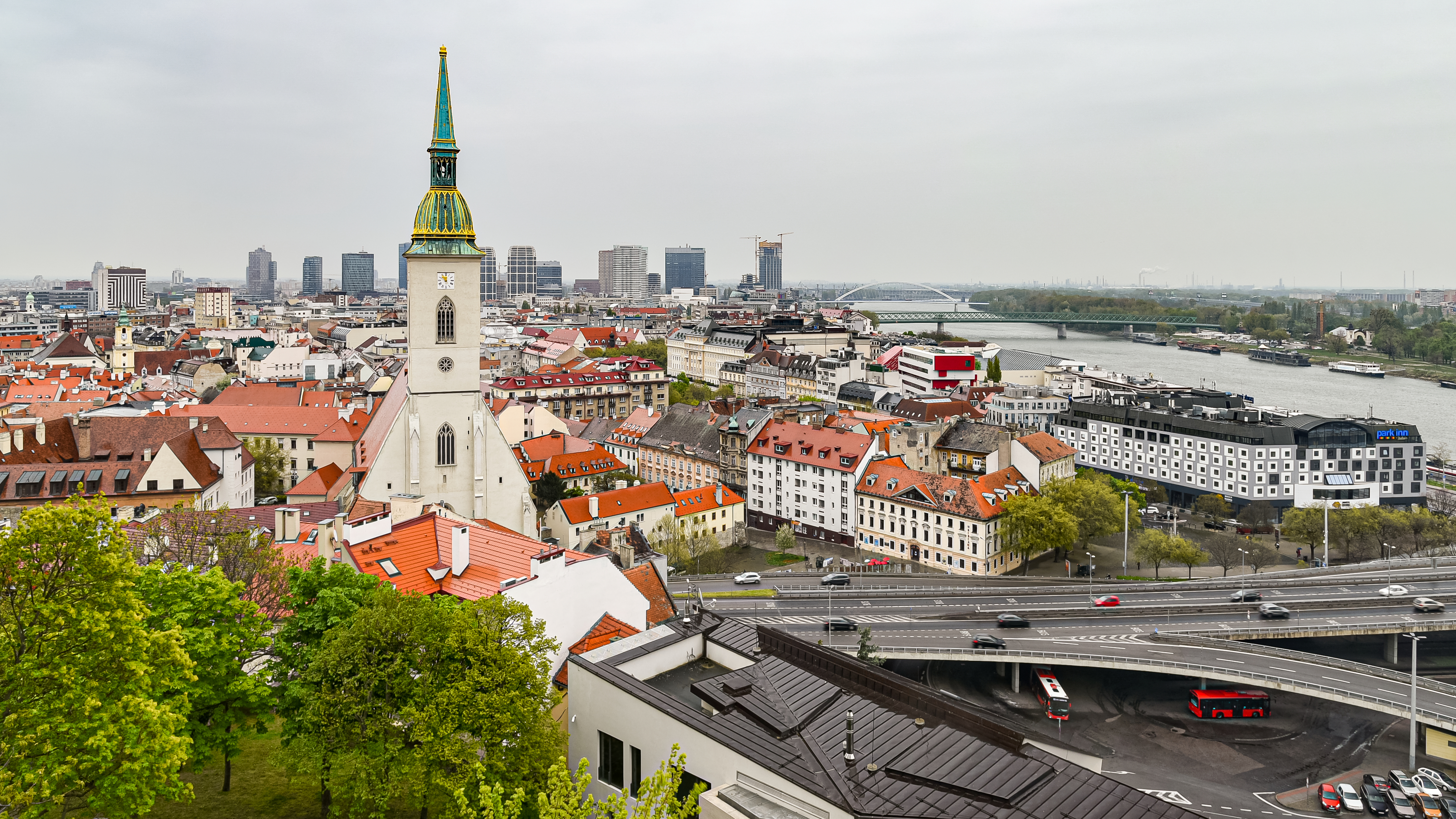
Cidade antiga de Bratislava vista do castelo

### Clima
Bratislava está situada na zona temperada e tem um clima continental com quatro estações. Com uma marcada variação entre os verões cálidos e os invernos frios e úmidos, a cidade é uma das mais cálidas e secas da Eslováquia. Nos últimos anos, a transição do verão para o inverno e do inverno para verão tem sido rápida, com curtos períodos de outono e primavera. A neve produz-se a cada ano com menor frequência. Algumas partes de Bratislava, em particular Devín e Devínska Nová Vês, são vulneráveis às inundações dos rios Morava e Danúbio. Por esta razão está-se construindo uma nova proteção contra as inundações em ambas orlas.
|                                   | Jan | Fev | Mar | Abr | Mai | Jun | Jul | Ago | Set | Out | Nov | Dez | Ano |
| --------------------------------- | --- | --- | --- | --- | --- | --- | --- | --- | --- | --- | --- | --- | --- |
| Temperatura média máxima (°C)     | 2   | 4   | 10  | 15  | 20  | 23  | 26  | 26  | 21  | 15  | 7   | 3   | 15  |
| Temperatura média mínima (°C)     | -3  | -2  | 1   | 4   | 9   | 12  | 14  | 13  | 10  | 5   | 1   | -1  | 5   |
| Precipitações médias mensais (cm) | 3   | 4   | 3   | 3   | 5   | 7   | 6   | 6   | 3   | 4   | 5   | 5   | 58  |

- Horas de sol ao ano: 1 976,4 horas (5,4 horas/dia)
- A temperatura média anual: 10 °C

## Paisagem urbana e a arquitectura
A cidade de Bratislava caracteriza-se por torres medievais e grandiosos edifícios do século XX, mas tem experimentado uma profunda transformação em uma explosão de construção a princípios do século XXI.

### Cidade

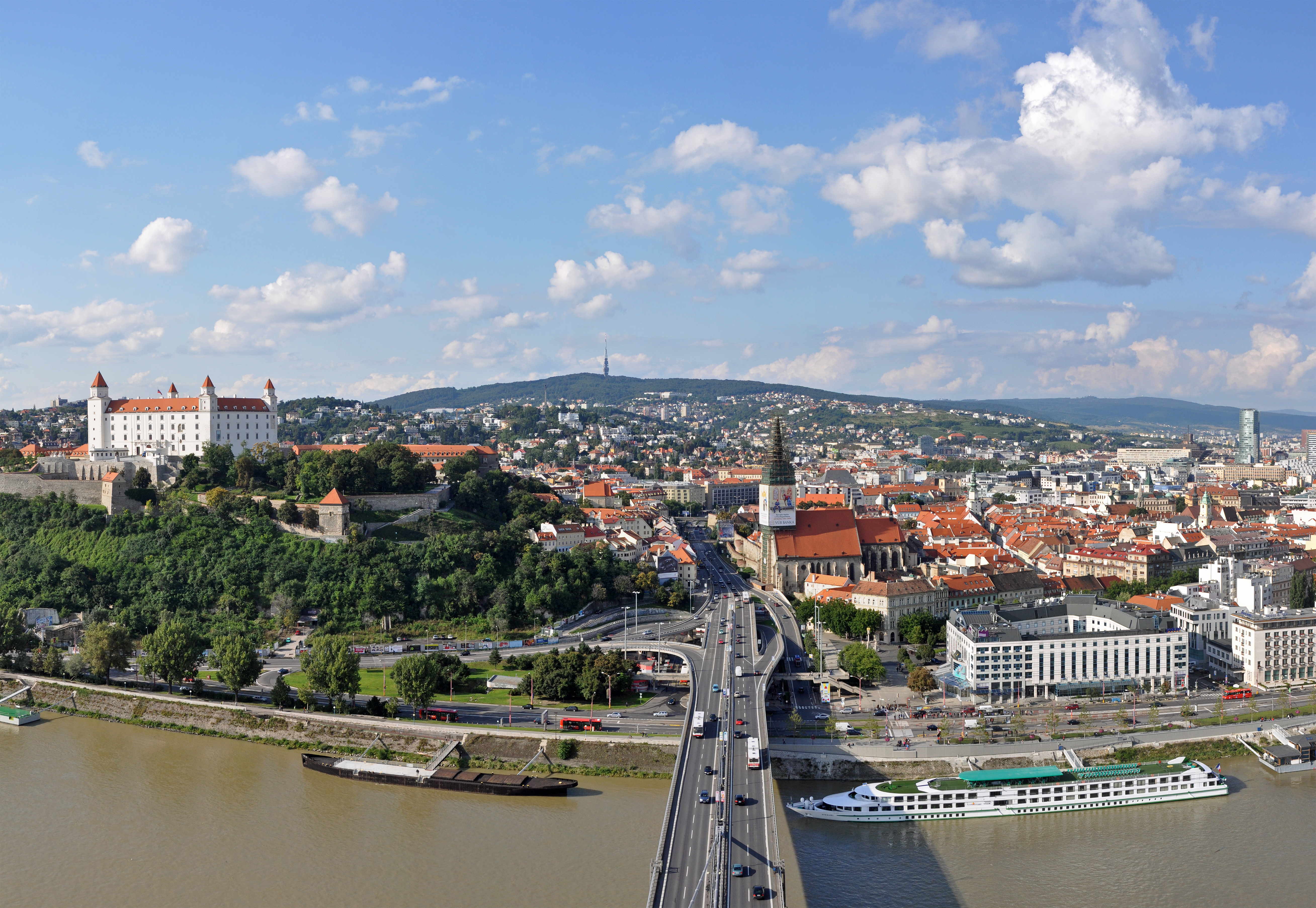
Bratislava

A maioria dos edifícios históricos estão localizados na Cidade Velha. A Prefeitura de Bratislava é um complexo de três edifícios construídos nos séculos XIV ao XV e na atualidade é sede do Museu da Cidade de Bratislava. A Porta de Miguel (Michalská brána) é a única porta que se preservou das fortificações medievais, e se encontra entre os edifícios mais antigos da cidade; a casa mais estreita na Europa está na zona próxima. O edifício da Biblioteca da Universidade, erigido em 1756, foi utilizado pela Dieta (Parlamento) do Reino da Hungria de 1802 a 1848. Grande parte da importante legislação de era das Reformas húngaras (como a abolição da servidão e a fundação da Academia de Ciências da Hungria) se promulgaram ali.
O centro histórico caracteriza-se por muitos palácios barrocos. O Palácio Grassalkovich, construído ao redor de 1760, é agora a residência do presidente eslovaco, e o Governo eslovaco tem agora sua sede no antigo Palácio Arcebispal. Em 1805, os diplomatas dos imperadores Napoleão e Francisco I da Áustria assinaram o Quarto Tratado de Paz de Presburgo no Palácio Primacial, após a vitória de Napoleão na Batalha de Austerlitz. Algumas casas mais pequenas são historicamente significativas, já que o compositor Johann Nepomuk Hummel nasceu em uma casa do século XVIII na Cidade Velha.

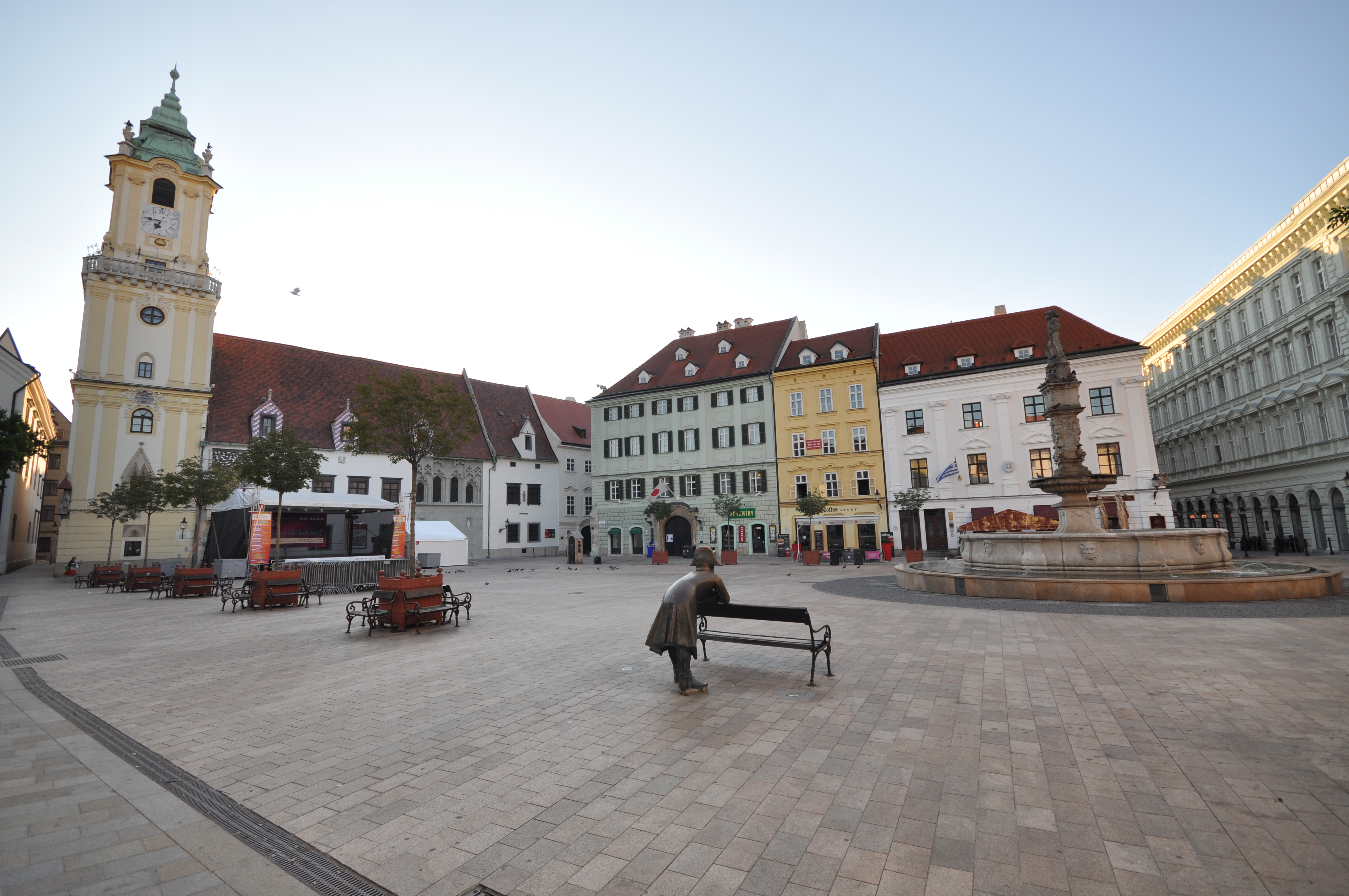
A Antiga Prefeitura, vista desde a Praça de Armas

As catedrais e igrejas notáveis incluem a catedral gótica de São Martinho construída entre os séculos XIII e XVI, que serviu de igreja de coroação do Reino de Hungria entre 1563 e 1830. A igreja dos franciscanos, que data do século XIII, tem sido um lugar de cerimônias. É o edifício sacro mais antigo da cidade. A Igreja de Santa Isabel, mais conhecida como Igreja Azul devido à sua cor, está construída totalmente no estilo Art Nouveau.
Uma curiosidade é a parte subterrânea (dantes a nível do terreno) restaurada do cemitério judeu do século XIX (onde o rabino Moshe Sofer está enterrado), que se encontra na base do castelo da colina, perto da entrada de um túnel de bonde. O único cemitério militar de Bratislava é o de Slavin, construído em 1960 em honra dos soldados do Exército Vermelho que caíram na libertação de Bratislava das tropas alemãs. Oferece uma excelente vista da cidade e dos Pequenos Cárpatos.
Outras estruturas destacadas do século XX são o Nový Most (Ponte Nova) no Danúbio com uma torre que tem um restaurante parecido com um OVNI, a sede da Rádio Eslovaca em forma de pirâmide invertida, e o desenho único da torre de televisão Kamzík com uma plataforma de observação e um restaurante giratório. No princípio do século XXI, os novos edifícios têm transformado a paisagem urbana tradicional. O auge da construção tem gerado novos edifícios públicos, como o Most Apollo (Ponte Apolo) e um novo edifício para o Teatro Nacional Eslovaco, bem como promotoras imobiliárias.

### Castelo de Bratislava

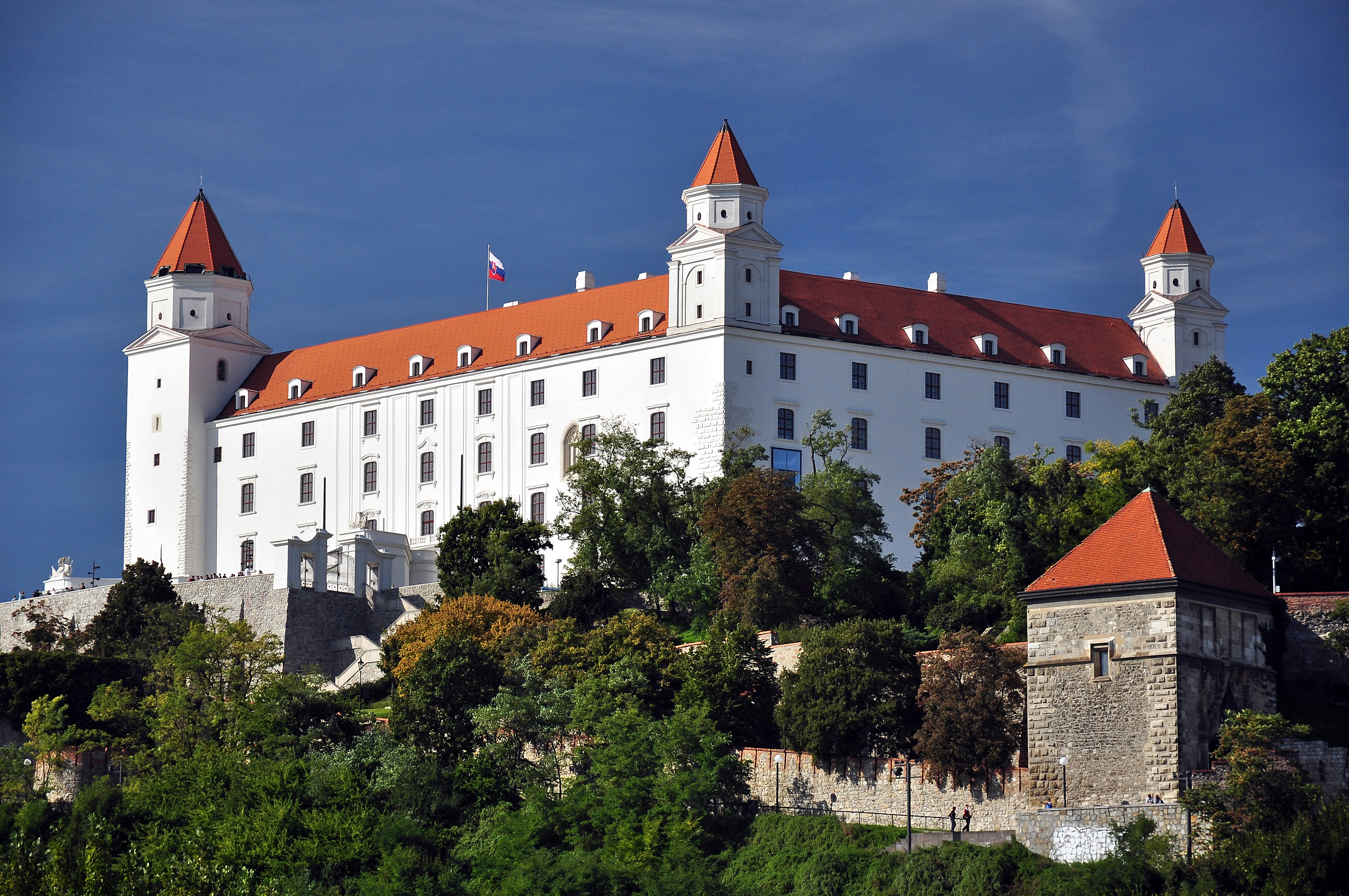
O castelo de Bratislava

Situado num planalto cerca de 85 metros acima do Danúbio, o castelo de Bratislava é uma das estruturas mais proeminentes da cidade. A colina onde está o castelo é habitada desde o período de transição entre as idades da Pedra e do Bronze e foi o local da acrópole de um povo celta, parte do Limes Romanus, um enorme assentamento fortificado eslavo, e um centro político, militar e religioso da Grande Morávia. O primitivo castelo de pedra não foi construído até ao século X, quando a zona fazia parte do Reino da Hungria. Em 1430 o castelo foi convertido em uma fortaleza gótica antihusitas até ao reinado de Segismundo de Luxemburgo, em 1562, em que converteu-se em um castelo renascentista, e foi reconstruído em 1649 no estilo barroco. Graças à Rainha Maria Teresa, o castelo converteu-se em uma prestigiosa sede real. Em 1811, o castelo foi destruído inadvertidamente, e esteve em ruínas até à década de 1950, quando foi reconstruído em sua maioria no estilo da rainha Maria Teresa.

### Castelo de Devin

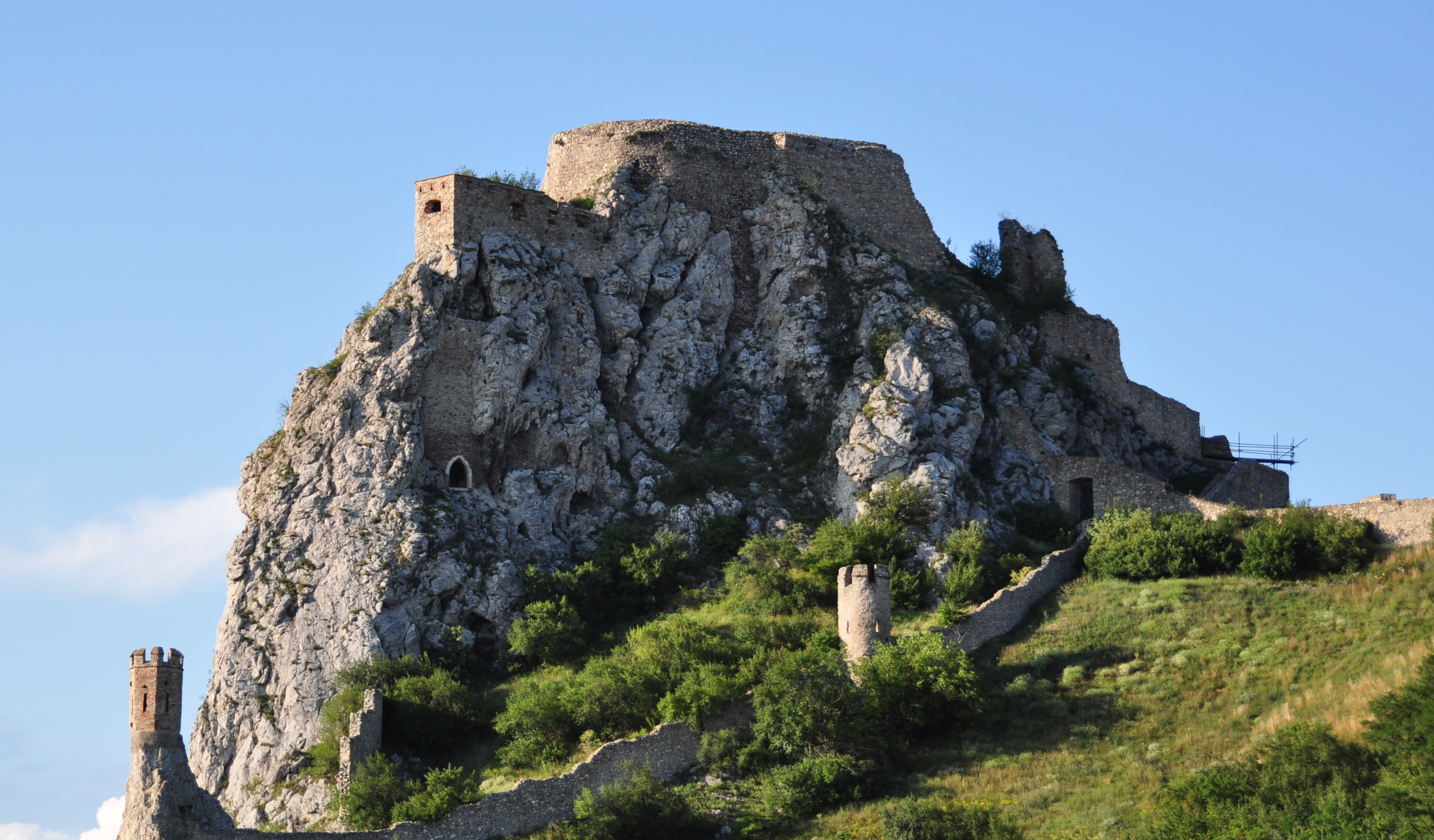
Castelo de Devin

O arruinado e recentemente renovado Castelo de Devin está em Devin, no cume de uma rocha, onde o rio Morava, que constitui a fronteira entre a Áustria e a Eslováquia, verte suas águas ao Danúbio. É um dos lugares arqueológicos eslovacos mais importantes, e contém um museu dedicado a sua história. Devido à sua localização estratégica, o castelo de Devin foi um importante castelo fronteiriço da Grande Morávia e dos princípios do Estado húngaro. Foi destruído pelas tropas de Napoleão em 1809. É um símbolo importante da história da Eslováquia e dos eslavos.

### Rusovce
A mansão Rusovce, com seu parque inglês, está no município Rusovce. A casa foi originalmente construída no século XVII e converteu-se entre 1841 e 1844 em estilo neogótico inglês. O município também é conhecido pelas ruínas do acampamento militar romano de Gerulata, parte do Limes do Império Romano, um sistema de defesa de fronteiras. Gerulata foi construído e utilizado entre os séculos I e IV.

### Parques e lagos

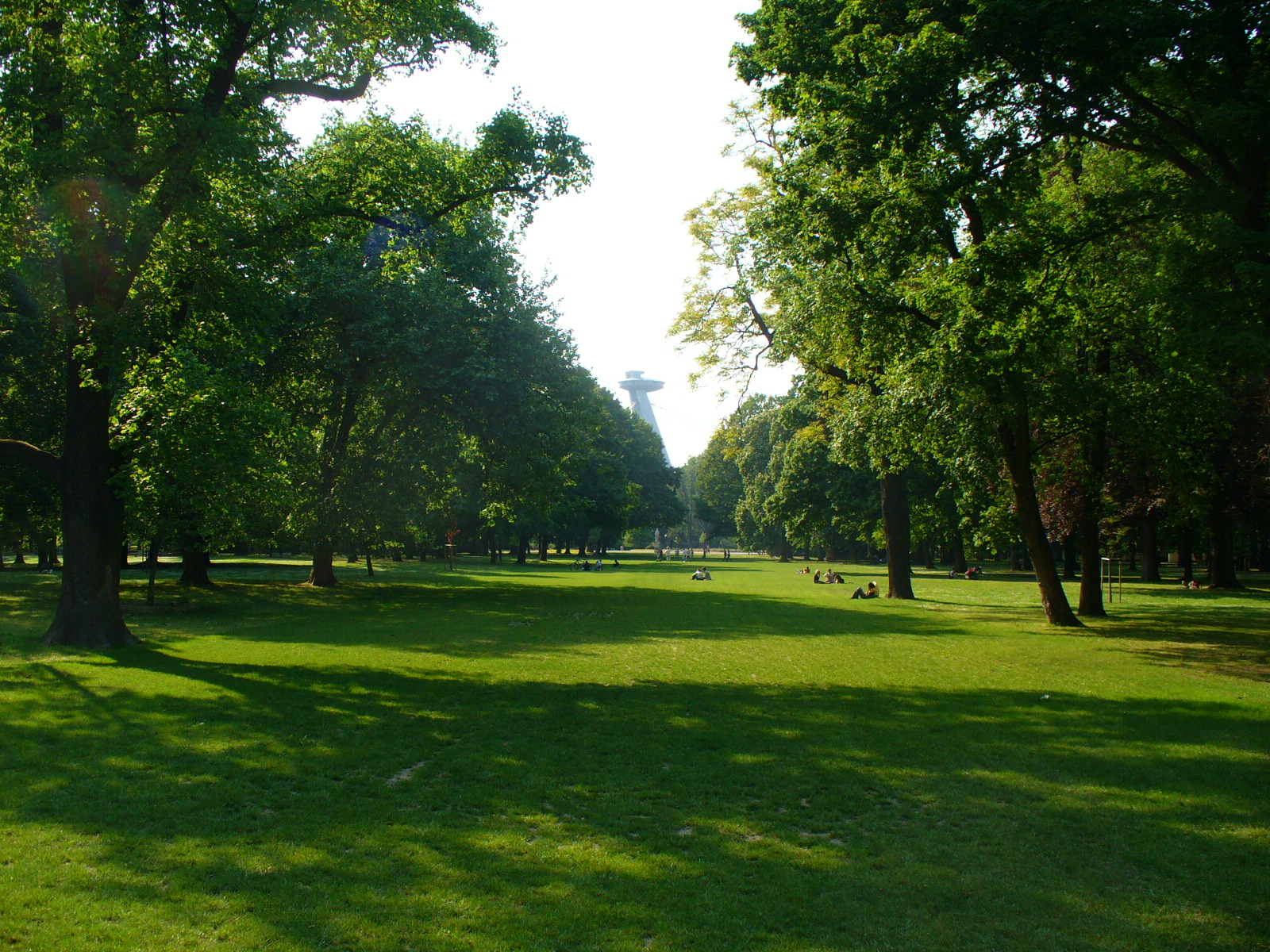
Sad Janka Kráľa em Petržalka.

Devido à sua localização aos pés dos Pequenos Cárpatos e à sua vegetação nas planícies aluviais do Danúbio, Bratislava possui bosques perto do centro da cidade. A quantidade total de espaço verde público é 46,8 km², ou 110 m²/habitante.
O maior parque da cidade é o parque Horský (literalmente, o parque da montanha), na Cidade Velha. O Parque Florestal de Bratislava (Bratislavský lesný) está situado nos Cárpatos Pequenos e inclui muitos lugares populares entre os visitantes, como Železná studienka e Koliba. O Parque Florestal tem uma superfície de 27,3 km², dos quais o 96% são de bosques, e contém flora e fauna original da Europa como os texugos-europeus, as raposas-vermelhas e os muflões. Na orla direita do Danúbio, no bairro de Petržalka, está o Parque Janko Kráľ, fundado entre 1774 e 1776. Um novo parque da cidade está previsto para Petržalka entre os lagos Mauý Draždiak e Vê ký Draždiak.
O Jardim zoológico de Bratislava encontra-se em Mlynská dolina, perto da sede da Televisão Eslovaca. O zoológico foi fundado em 1960, e na atualidade alberga 152 espécies de animais, incluindo espécies raras como o leão-branco e o tigre-branco. O Jardim Botânico, que pertence à Universidade Comenius, se encontra na ribera do Danúbio, e na casa há mais de 120 espécies nacionais, estrangeiras e de origem exótica.
A cidade tem uma série de lagos naturais e artificiais, a maioria dos quais são utilizados para o lazer. Exemplo disso é o lago Štrkovec em Ružinov, o Kuchajda em Nové Mesto, os lagos Zlaté Piesky e Vajnory no nordeste e o lago Rusovce no sul, que é popular entre os nudistas.

## Demografia
| Ano:        | 1994    | 2004    | 2014    | 2024    |
| ----------- | ------- | ------- | ------- | ------- |
| Broj ljudi: | 450 776 | 425 155 | 419 678 | 479 389 |
| Razlika:    |         | -5,68%  | -1,28%  | +14,22% |

| Ano:               | 2023    | 2024    |
| ------------------ | ------- | ------- |
| Número de pessoas: | 478 040 | 479 389 |
| Diferença:         |         | +0,28%  |

| Resultados do censo de 2001 |           |              |           |
| Distrito                    | População | Grupo étnico | População |
| Bratislava I–V              | 428.672   | Eslovacos    | 391.767   |
| Bratislava I                | 44.798    | Húngaros     | 16.541    |
| Bratislava II               | 108.139   | Checos       | 7.972     |
| Bratislava III              | 61.418    | Alemães      | 1.200     |
| Bratislava IV               | 93.058    | Moravos      | 635       |
| Bratislava V                | 121.259   | Croatas      | 614       |

Desde a origem da cidade até ao século XIX, os alemães foram o grupo étnico dominante. No entanto, após a monarquia austro-húngara de transição de 1867, teve lugar uma forte presença húngara, e ao final da Primeira Guerra Mundial Bratislava era uma cidade germano-húngara, com os eslovacos como a maior minoria. Após a formação da Checoslováquia em 1918, Bratislava seguiu sendo uma cidade multiétnica, mas com uma diferente evolução demográfica. A proporção dos eslovacos e checos aumentou, enquanto a proporção de alemães e húngaros caiu. Em 1938, 59% da população era composta por checos ou eslovacos, enquanto os alemães representavam 22% e os húngaros 13% da população da cidade. A criação da Primeira República Eslovaca em 1939 trouxe outras mudanças, em particular a expulsão de muitos checos e judeus. Em 1945, ao acabar a Segunda Guerra Mundial, a maioria dos alemães foi expulsa, ou após a restauração da Checoslováquia, deslocados da cidade, junto com os húngaros acusados de colaboração com os nazistas. A cidade perdeu seu caráter multicultural. Centenas de cidadãos foram expulsos durante o período comunista na década de 1950, com o objetivo de substituir as pessoas consideradas "reacionárias" com a classe proletária. Desde a década de 1950, os eslovacos têm sido o grupo étnico dominante na cidade, e atualmente compõem ao redor de 90% da população.
Segundo o censo de 2001, a cidade tinha 428 672 habitantes (a estimativa para 2005 era de 425 459). A densidade média da população é de 1 157 hab./km². O distrito mais povoado é Bratislava V com 121 259 habitantes, seguido de Bratislava II com 108 139, Bratislava IV com 93 058, Bratislava III com 61 418 e Bratislava I com 44 798. Os maiores grupos étnicos no ano de 2001 foram os Eslovacos com 391 767 habitantes (91,37% da população da cidade), seguida da população húngara com 16 541 (3,84%) e os Checos com 7 972 (1,86%). Outros grupos étnicos são os Alemães (1 200, e 0,28%), os Moravos (635, e 0,15%), os Croatas (614, e 0,14%), os Rutenos (461, e 0,11% ), os Ucranianos (452, e 0,11%), o povo Roma (417, e 0,08%), e os Poloneses (339, e 0,08%).

### População histórica
| População de Bratislava | População de Bratislava | População de Bratislava | População de Bratislava | População de Bratislava | População de Bratislava |
| ----------------------- | ----------------------- | ----------------------- | ----------------------- | ----------------------- | ----------------------- |
| Ano                     | População               | Ano                     | População               | Ano                     | População               |
| 1720                    | 11 000                  | 1880                    | 48 000                  | 1950                    | 184 400                 |
| 1786                    | 31 700                  | 1900                    | 61 500                  | 1961                    | 241 800                 |
| 1802                    | 29 600                  | 1910                    | 78 200                  | 1970                    | 291 100                 |
| 1820                    | 34 400                  | 1921                    | 93 200                  | 1980                    | 380 300                 |
| 1846                    | 40 200                  | 1930                    | 123 800                 | 1991                    | 442 197                 |
| 1869                    | 46 500                  | 1939                    | 138 500                 | 2001                    | 428 672                 |

### Idade
Segundo uma estimação de 2005, a idade média na cidade era de 38,7 anos, distribuídos da seguinte maneira: 51 783 habitantes de 0 a 14 anos, representando o 12,1%; 281 403 entre 15 e 59 anos, com o 65,6%, e 92 273 de mulheres maiores de 55 anos e homens maiores de 60 anos, com o 21,5%.

### Religião
O censo do ano 2001 registrou 243 048 católicos (56,7%), 125 729 ateus (29,3%), 24 810 luteranos (6%), 3 163 católicos gregos (0,7%), 1 918 calvinistas, 1 827 testemunhas de Jeová, 1 616 seguidores da ortodoxa oriental, 737 protestantes metodistas, 748 judeus, e 613 batistas.

## Governo

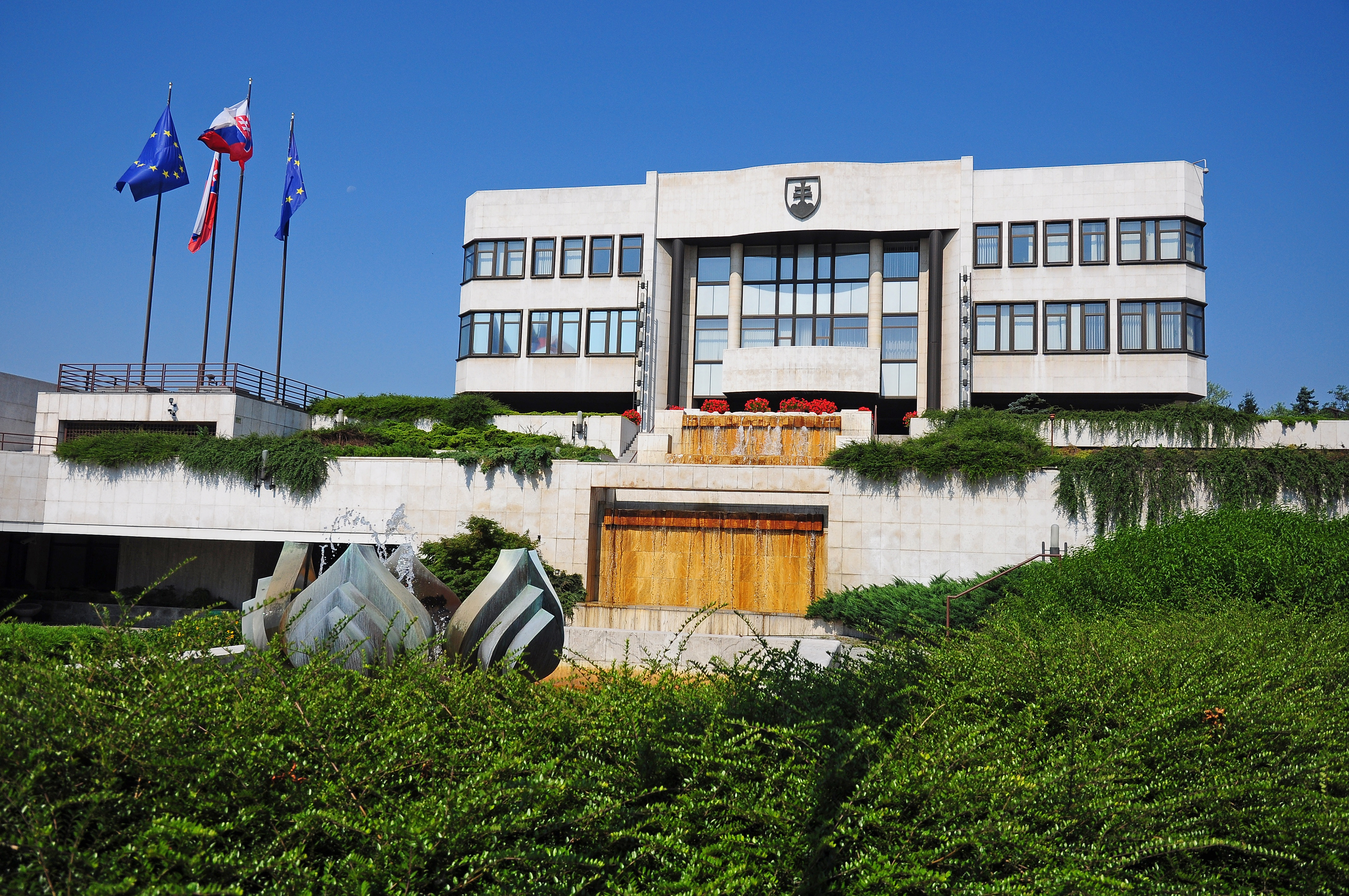
Conselho Nacional da Eslováquia.

Bratislava é a sede do parlamento eslovaco, a Presidência, os ministérios, corte suprema, e o banco central. É a sede da Região de Bratislava e, desde 2002, também da Região Autônoma de Bratislava. A cidade também tem muitas embaixadas e consulados estrangeiros.
O atual governo local (Mestská samospráva) tem estado em vigor desde 1990. Compõe-se de um prefeito (primátor), uma assembleia da cidade (Mestská rada), um conselho municipal (Mestské zastupiteľstvo), comissões da cidade (Komisie mestského zastupiteľstva), e um escritório do magistrado da cidade (Magistrát).

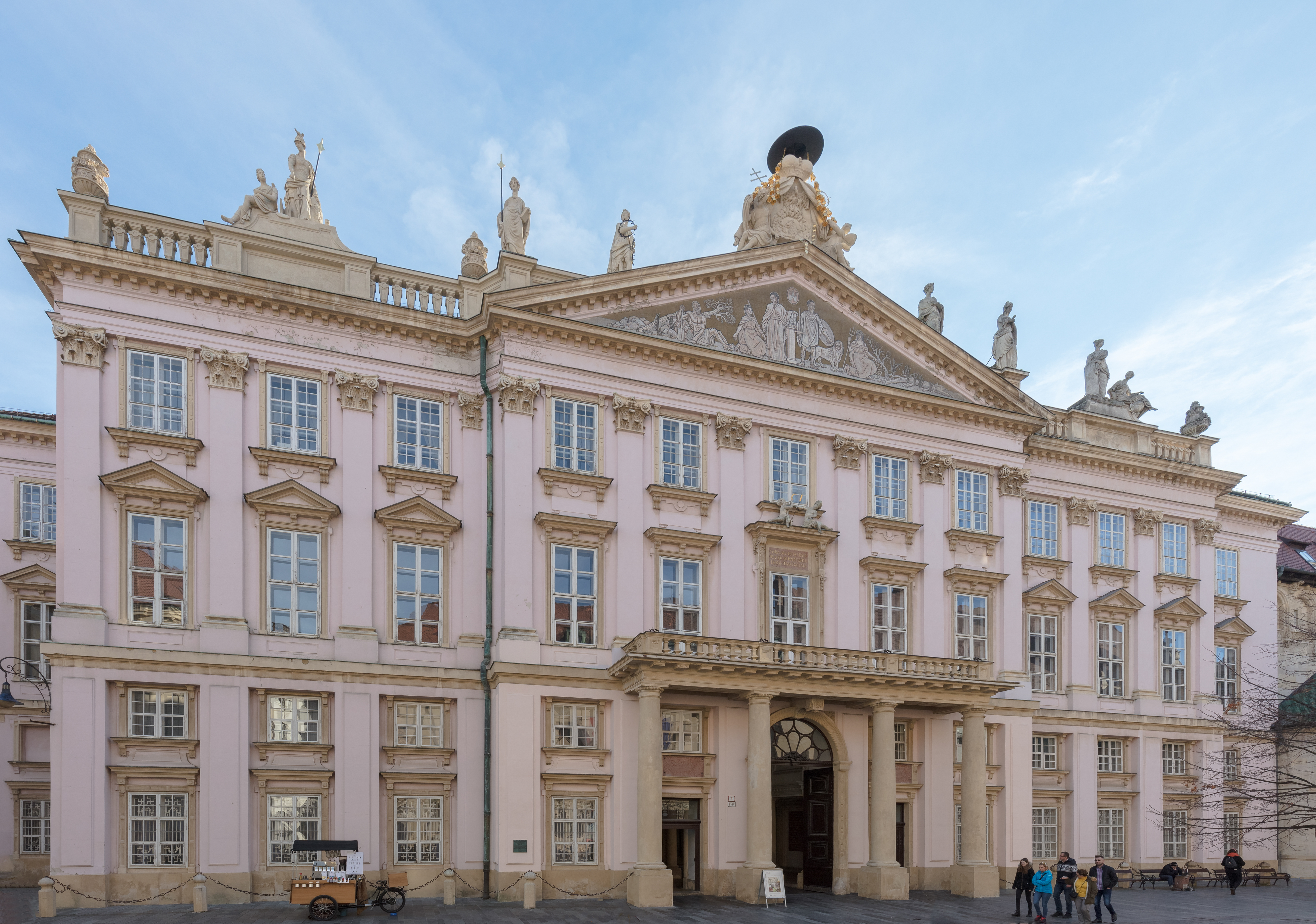
Palácio Primacial, a sede do prefeito da cidade.

O prefeito, com sede no Palácio Primacial, é o executivo oficial da cidade no mais alto cargo, é eleito para um mandato de quatro anos. O atual prefeito de Bratislava é Ďurkovský Andrej, que ganhou as eleições em 2006 como candidato da coalizão KDH–SDKÚ e está cumprindo seu segundo mandato. A prefeitura é o órgão legislativo da cidade, responsável por questões como orçamento, ordens locais, planejamento urbano, manutenção de estradas, educação e cultura. O Conselho reúne-se normalmente uma vez ao mês e compõe-se de 80 membros eleitos para períodos de quatro anos coincidindo com a prefeitura. Muitas das funções executivas do conselho são levados a cabo pela comissão do conselho de direção da cidade. A comissão da cidade é um órgão de 28 membros integrado pelo prefeito e seus adjuntos, os prefeitos de bairro, e até um máximo de dez membros de conselho de cidade. O conselho é um órgão executivo e de controle da cidade e também tem uma função de assessoramento ao prefeito.
Bratislava divide-se em:
- 5 distritos:
  - Bratislava I (centro)
  - Bratislava II (este e sudeste)
  - Bratislava III (norte e nordeste)
  - Bratislava IV (oeste)
  - Bratislava V (margem esquerda e sul)
- 17 bairros
- 20 "áreas cadastrais", que coincidem com os bairros, excepto:
  - Nové Mesto, que se subdivide em Nové Mesto + Vinohrady, e
  - Ružinov, que se subdivide em Ružinov + Nivy + Trnávka.

| Divisão administrativa e territorial de Bratislava | Divisão administrativa e territorial de Bratislava | Divisão administrativa e territorial de Bratislava                                           | Divisão administrativa e territorial de Bratislava |
| -------------------------------------------------- | -------------------------------------------------- | -------------------------------------------------------------------------------------------- | -------------------------------------------------- |
| Distritos                                          | Bairros                                            | Localidades                                                                                  | Distritos de Bratislava                            |
| Bratislava I                                       | Staré Mesto                                        |                                                                                              | Distritos de Bratislava                            |
| Bratislava II                                      | Ružinov                                            | Nivy, Pošeň, Prievoz, Ostredky, Trávniky, Štrkovec, Vlčie hrdlo, Trnávka                     | Distritos de Bratislava                            |
| Bratislava II                                      | Vrakuňa                                            | Dolné hony                                                                                   | Distritos de Bratislava                            |
| Bratislava II                                      | Podunajské Biskupice                               | Dolné hony, Ketelec, Lieskovec, Medzi jarkami                                                | Distritos de Bratislava                            |
| Bratislava III                                     | Nové Mesto                                         | Ahoj, Jurajov dvor, Koliba, Kramáre, Mierová kolónia, Pasienky/Kuchajda, Vinohrady           | Distritos de Bratislava                            |
| Bratislava III                                     | Rača                                               | Krasňany, Rača, Východné                                                                     | Distritos de Bratislava                            |
| Bratislava III                                     | Vajnory                                            |                                                                                              | Distritos de Bratislava                            |
| Bratislava IV                                      | Karlova Vês                                        | Dlhé diely, Kútiky, Mlynská dolina, Rovnice                                                  | Distritos de Bratislava                            |
| Bratislava IV                                      | Dúbravka                                           | Podvornice, Záluhy, Krčace                                                                   | Distritos de Bratislava                            |
| Bratislava IV                                      | Lambač                                             | Podháj, Rázsochy                                                                             | Distritos de Bratislava                            |
| Bratislava IV                                      | Devín                                              |                                                                                              | Distritos de Bratislava                            |
| Bratislava IV                                      | Devínska Nová Vês                                  | Devínske Jazero, Kostolné, Paulinské, Podhorské, Stred, Vápenka                              | Distritos de Bratislava                            |
| Bratislava IV                                      | Záhorská Bystrica                                  |                                                                                              | Distritos de Bratislava                            |
| Bratislava V                                       | Petržalka                                          | Dvory, Háje, Janíkov dvor, Lúky, Ovsište, Kopčany, Zrkadlový háj, Kapitulský dvor, Starý háj | Distritos de Bratislava                            |
| Bratislava V                                       | Jarovce                                            |                                                                                              | Distritos de Bratislava                            |
| Bratislava V                                       | Rusovce                                            |                                                                                              | Distritos de Bratislava                            |
| Bratislava V                                       | Čunovo                                             |                                                                                              | Distritos de Bratislava                            |

## Economia

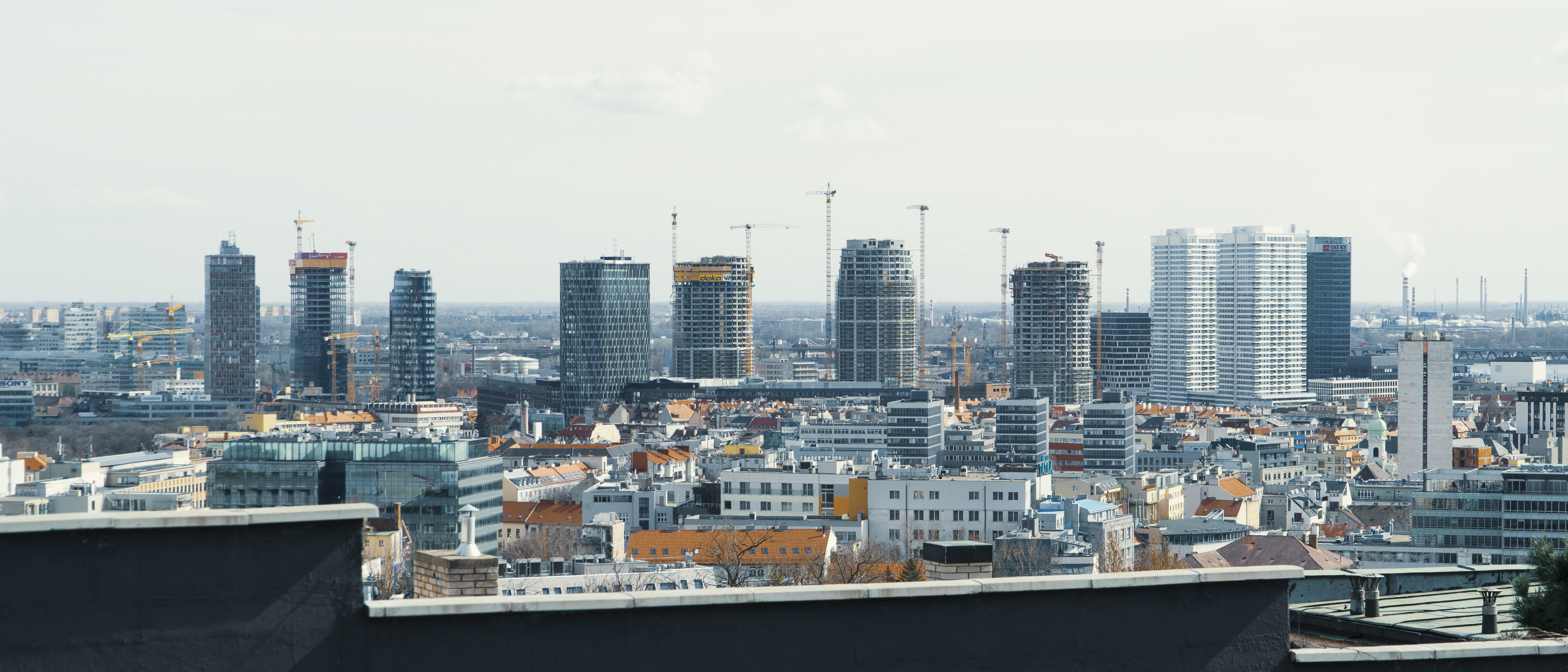
Arranha-céus em Nivy, um dos principais distritos financeiros de Bratislava.

A Região de Bratislava é a região da Eslováquia mais rica economicamente e próspera, apesar de ser a menor região e de ter o segundo núcleo de população mais pequeno das oito regiões que compõem a Eslováquia. Suporta 26% do PIB eslovaco. O PIB per capita (PPA) tem um valor de 33 124 euros (2005), e corresponde a 147,9% da média da União Europeia, e é o segundo nível mais alto (após Praga) de todas as regiões dos novos Estados membros da UE.
Em dezembro de 2007 a taxa de desemprego era de 1,83%. Muitas instituições governamentais e empresas privadas têm sua sede em Bratislava. Mais de 75% da população de Bratislava trabalha no setor dos serviços, principalmente composto de comércio, banca, as TI, as telecomunicações e o turismo. A Carteira de Valores de Bratislava (BSSE), o organizador do mercado público de valores, foi fundada o 15 de março de 1991.
Em 1992 foi fundada a empresa de segurança da informação ESET em Bratislava, que hoje conta com mais de 1.500 colaboradores mundialmente e mantem seu headquarter nesta cidade.
Desde 1991 o fabricante de automóveis Volkswagen tem uma fábrica em Bratislava, que tem se expandido. Atualmente, sua produção centra-se em SUV, que representam 68% de toda a produção. A VW Touareg produz-se em Bratislava, o Porsche Cayenne e o Audi Q7 são também parcialmente construídos ali.

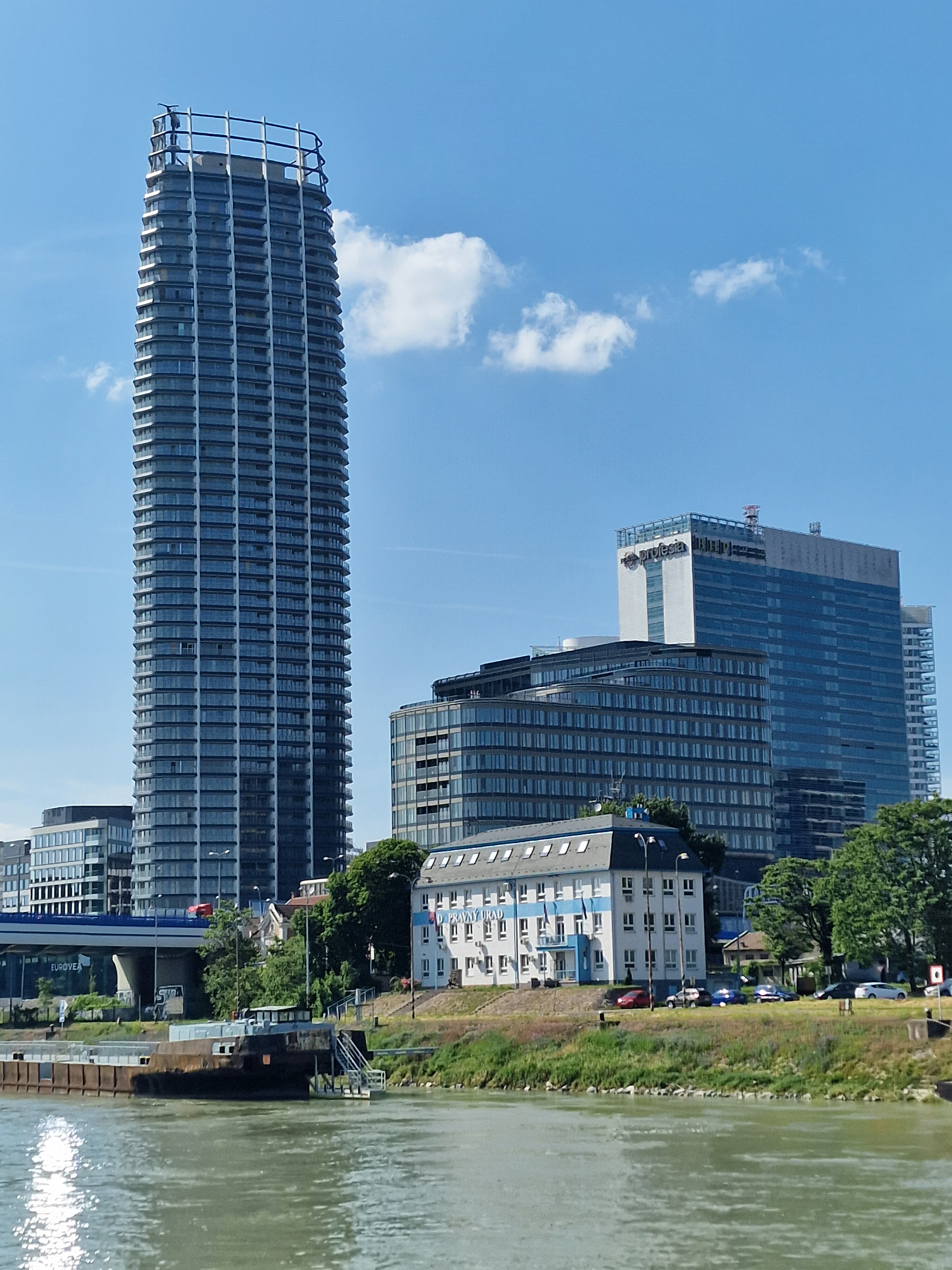
Eurovea Tower

Nos últimos anos, muitas companhias internacionais como a IBM, Dell, Lenovo, AT&T, SAP e Accenture têm construído centros de serviços na cidade ou estão pensando fazê-lo em breve. Os motivos da entrada das empresas multinacionais incluem a proximidade à Europa ocidental, a mão de obra qualificada e a alta densidade das universidades e centros de pesquisa.
Outras grandes empresas com sede em Bratislava incluem Slovak Telekom, Orange Slovensko, Slovenská sporiteľňa, Tatra banka, Doprastav, Hewlett-Packard Eslováquia, Slovnaft, Henkel Slovensko, Slovenský plynárenský priemysel, Kraft Foods Eslováquia, Whirlpool Eslováquia, Železnice Slovenskej republiky, e Tesco Stores República Eslovaca.
O forte crescimento da economia eslovaca na década de 2000 tem conduzido a um auge na indústria da construção, e vários dos principais projetos completaram-se ou estão previstos em Bratislava. Áreas que atraem programadores incluem a rivera do Danubio, onde dois grandes projetos já estão em construção: River Park, na cidade antiga, e Eurovea perto da Ponte de Apolo. Outros lugares em desenvolvimento são as zonas em torno das principais estações de comboio e ônibus, em torno da antiga zona industrial perto da cidade antiga e na villa de Petržalka, Nové Mesto e Ružinov. Esperava-se que os investidores gastem 1,2 milhões de Euros em novos projetos para o ano de 2010. A cidade tem um orçamento equilibrado de quase seis milhões de coroas eslovacas (182 milhões de euros, à taxa de câmbio de 2007), com um quinto destinado ao investimento. Bratislava possui ações de 17 empresas de forma direta, por exemplo, na empresa de transporte público (Dopravný podnik Bratislava), a empresa de recolha e eliminação de resíduos, e a água pública. A cidade também gere as organizações municipais, como a Polícia da Cidade (Mestská polícia), Museus da cidade de Bratislava e Jardim Zoológico de Bratislava.

## Cultura
Bratislava é o centro histórico cultural da Eslováquia. Devido a este caráter multicultural, a cultura local é influenciada por vários grupos étnicos, incluindo Alemães, eslovacos, Húngaros, e Judeus. Bratislava possui muitos teatros, museus, galerias, salas de concerto, cinemas, clubes de cinema e instituições culturais.

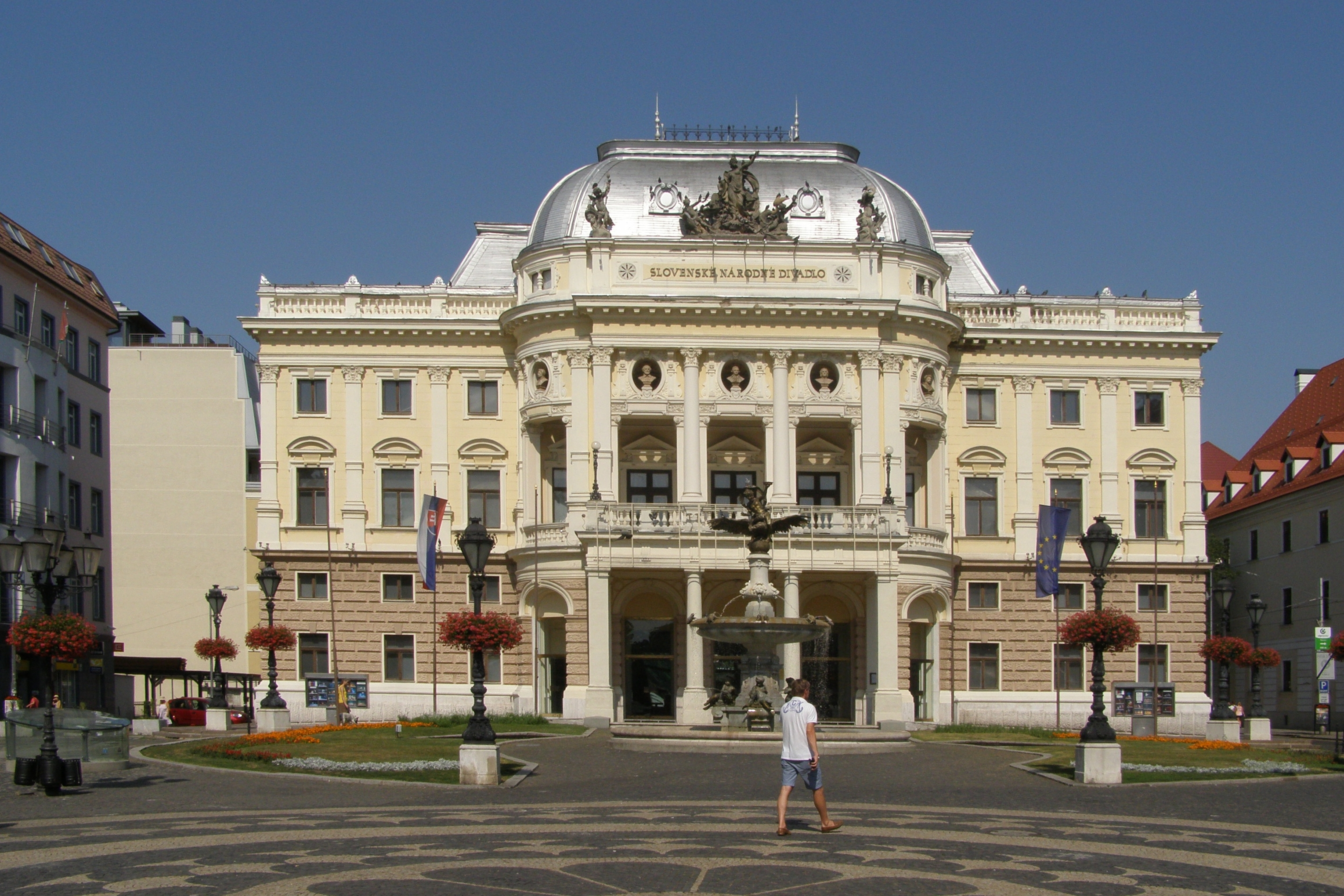
O velho edifício do Teatro Nacional Eslovaco na praça Hviezdoslav

### Artes Cênicas
Bratislava é a sede do Teatro Nacional Eslovaco, localizado em dois edifícios. O primeiro é um edifício neorrenacentista situado na cidade antiga ao final da Praça Hviezdoslav. O novo edifício, aberto ao público desde 2007, está na zona ribeirinha. O edifício conta com três conjuntos: a ópera, o balé e o teatro. Teatros mais pequenos incluem o Teatro de Marionetes de Bratislava, o teatro Astorka Korzo'90, o Teatro de Arena, L + S Studio, e o Teatro de Radošina Ingênuo.
A música em Bratislava floresceu no século XVIII e está estreitamente vinculada à vida musical vienense. Mozart visitou a cidade com seis anos. Entre outros notáveis compositores que visitaram a cidade estiveram Haydn, Liszt, Bartók e Beethoven, que interpretou sua Missa Solemnis pela primeira vez em Bratislava. É também o lugar de nascimento do compositor Johann Nepomuk Hummel. Bratislava é a sede da Orquestra Filarmónica Eslovaca. A cidade alberga vários festivais anuais, como o Festival de Música de Bratislava e Bratislava Jazz Days. O Festival Wilsonic celebra-se a cada ano desde 2000, leva a cada ano dezenas de atos musicais internacionais à cidade. Durante o verão, vários eventos musicais têm lugar como parte do Verão Cultural de Bratislava. À parte dos festivais de música, pode-se escutar música que vai desde a clandestinidade às estrelas do pop bem conhecidas.

### Museus e galerias

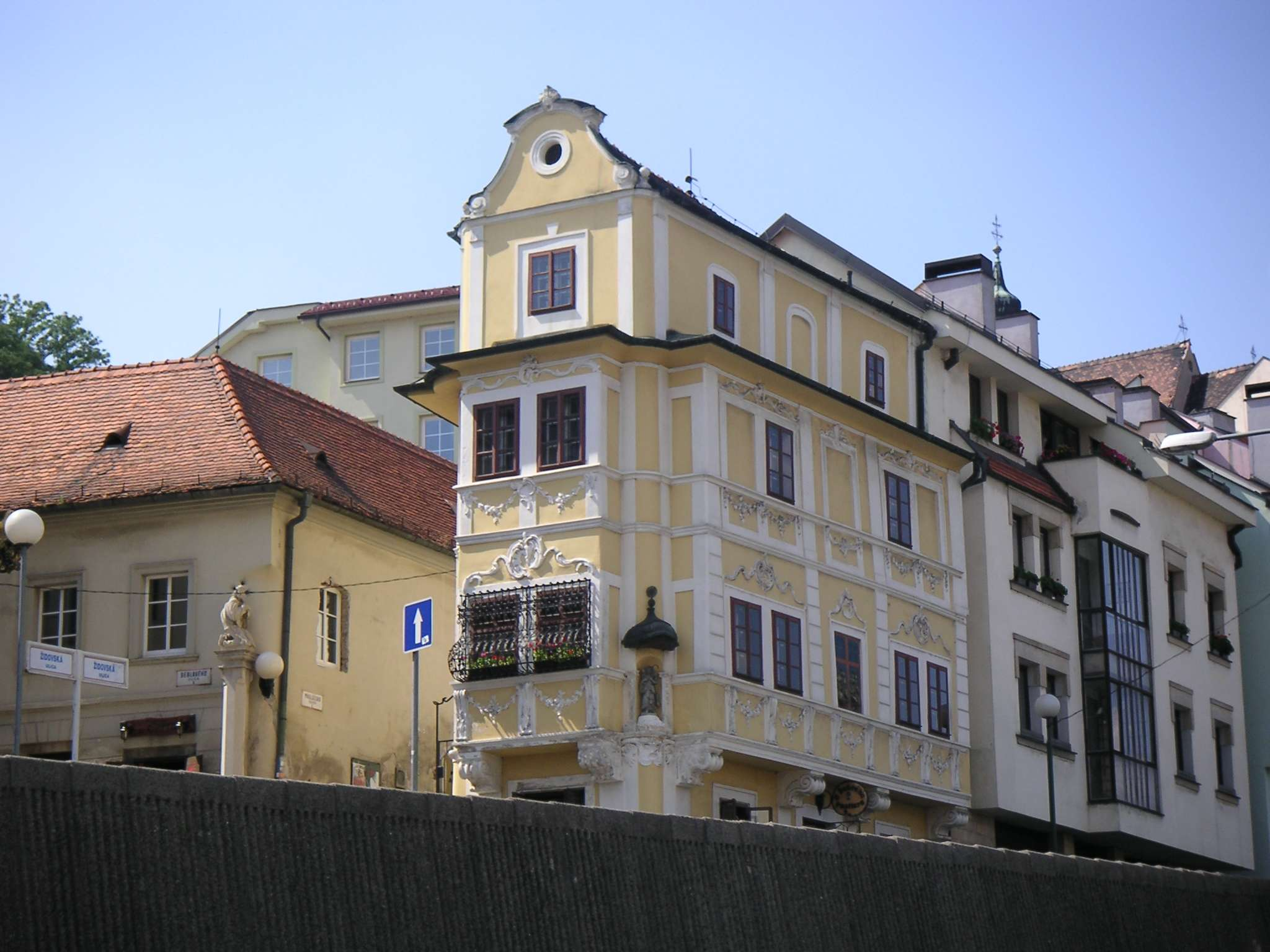
O estilo rococó "Casa do Bom Pastor", que alberga o Museu de Relógios.

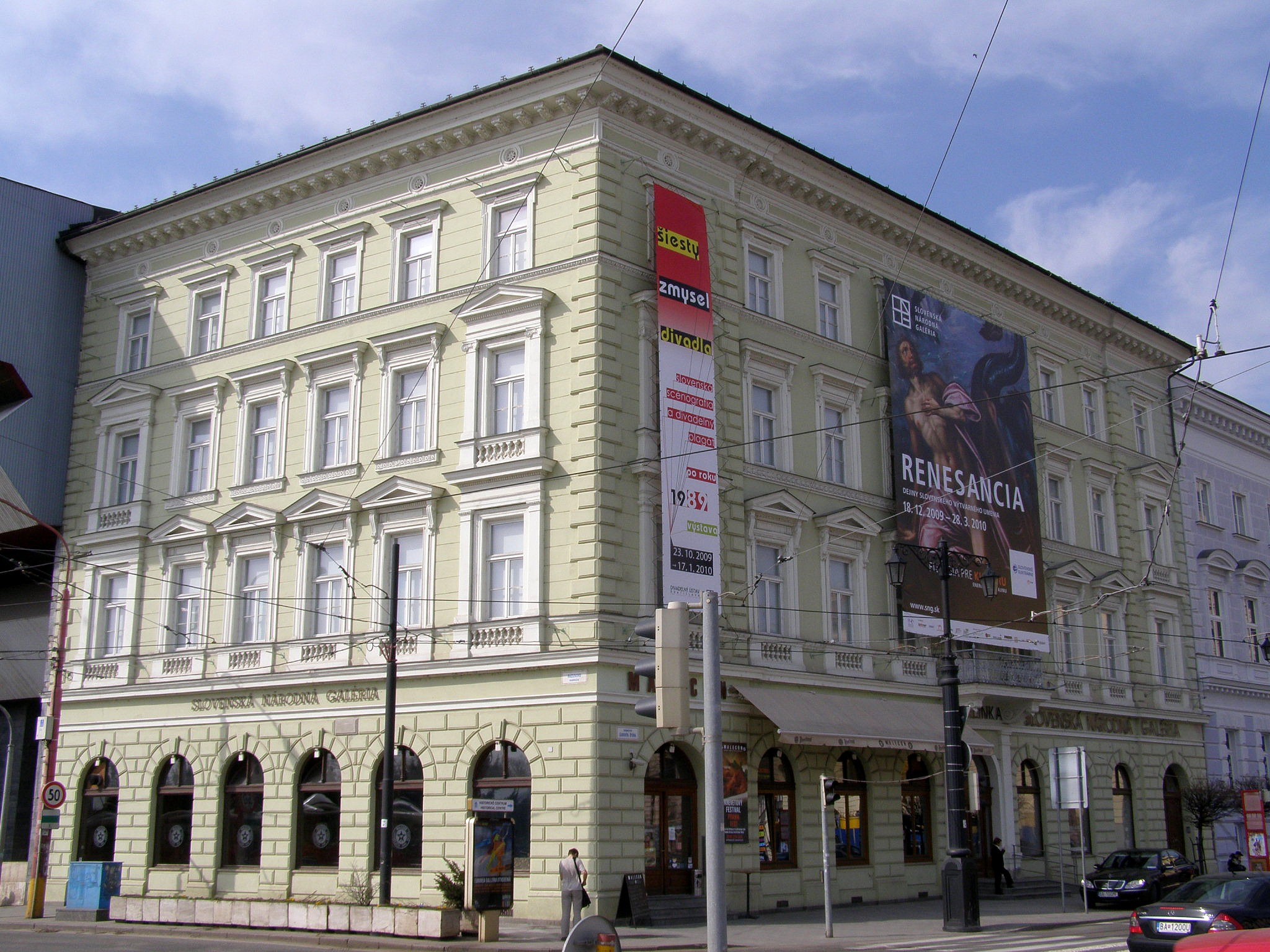
Galeria Nacional Eslovaca

O Museu Nacional Eslovaco (Slovenské národné múzeum), fundado em 1961, tem sua sede em Bratislava, na Riviera, na cidade antiga, junto com o Museu de História Natural, que é uma de suas subdivisões. É o maior museu e instituição cultural da Eslováquia. O museu gere 16 museus especializados em Bratislava entre outros. O Museu da Cidade de Bratislava (Múzeum mesta Bratislavy), estabelecido em 1868, é o museu mais antigo em operação contínua na Eslováquia. Seu principal objetivo é a crônica da história de Bratislava em diversas formas desde os primeiros períodos de uso das coleções históricas e arqueológicas. Oferece exposições permanentes em oito museus especializados.
A Galeria Nacional Eslovaca, fundada em 1948, oferece a mais ampla rede de galerias na Eslováquia. Duas telas em Bratislava estão uma junto à outra no Palácio de Esterházy (Esterházyho palác) e o Quartel de Água (Vodné kasárne) no Danubio na riviera da cidade antiga. A galería da cidade de Bratislava, fundada em 1961, é a segunda maior galeria de seu tipo da Eslováquia. A galeria oferece exposições permanentes no Palácio de Pálffy (Pálffyho palác) e Palácio Mirbach (Mirbachov palác), na Cidade Velha. Museu de Arte Danubiana, um dos museus de arte mais jovem na Europa, está perto de Čunovo de água.

### Mídia

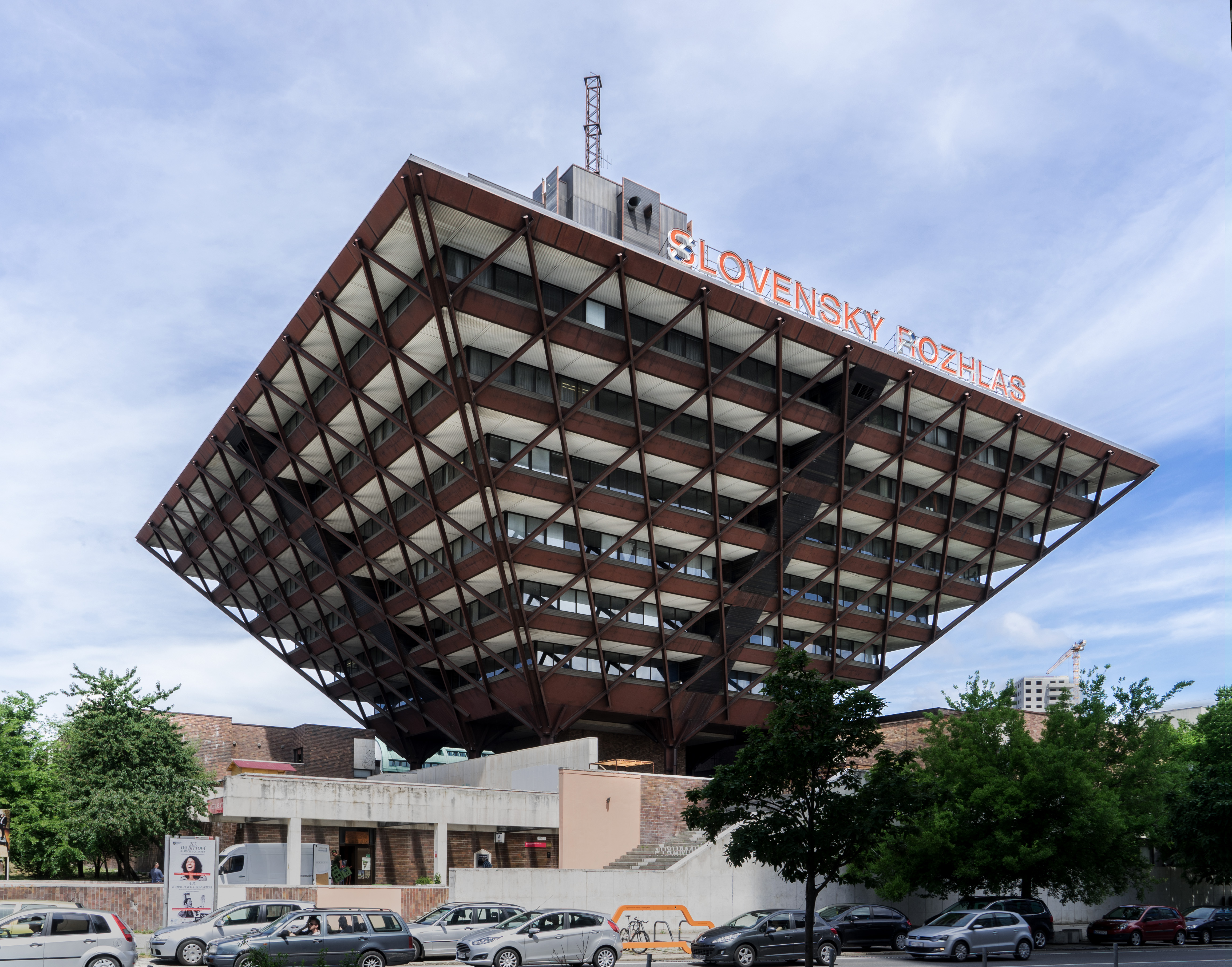
Edifício da sede da Rádio Eslovaca

Como capital nacional, Bratislava é o lar de muitos meios de comunicação nacionais e locais. Notáveis são as estações de televisão com sede na cidade, que incluem a Televisão Eslovaca, Markíza, JOJ e TA3. A Rádio Eslovaca (Slovenský rozhlas) tem sua sede no centro, e muitas estações de rádio comerciais eslovacas têm base na cidade. Jornais nacionais com sede em Bratislava incluem PYME, Pravda, Nový hora, ospodárske noviny e o diário em inglês The Slovak Spectator. Duas são as agências de notícias com sede lá: a Agência de Notícias da República Eslovaca (TASR) e a Agência de Notícias Eslovaca (SITA).

### Desporto

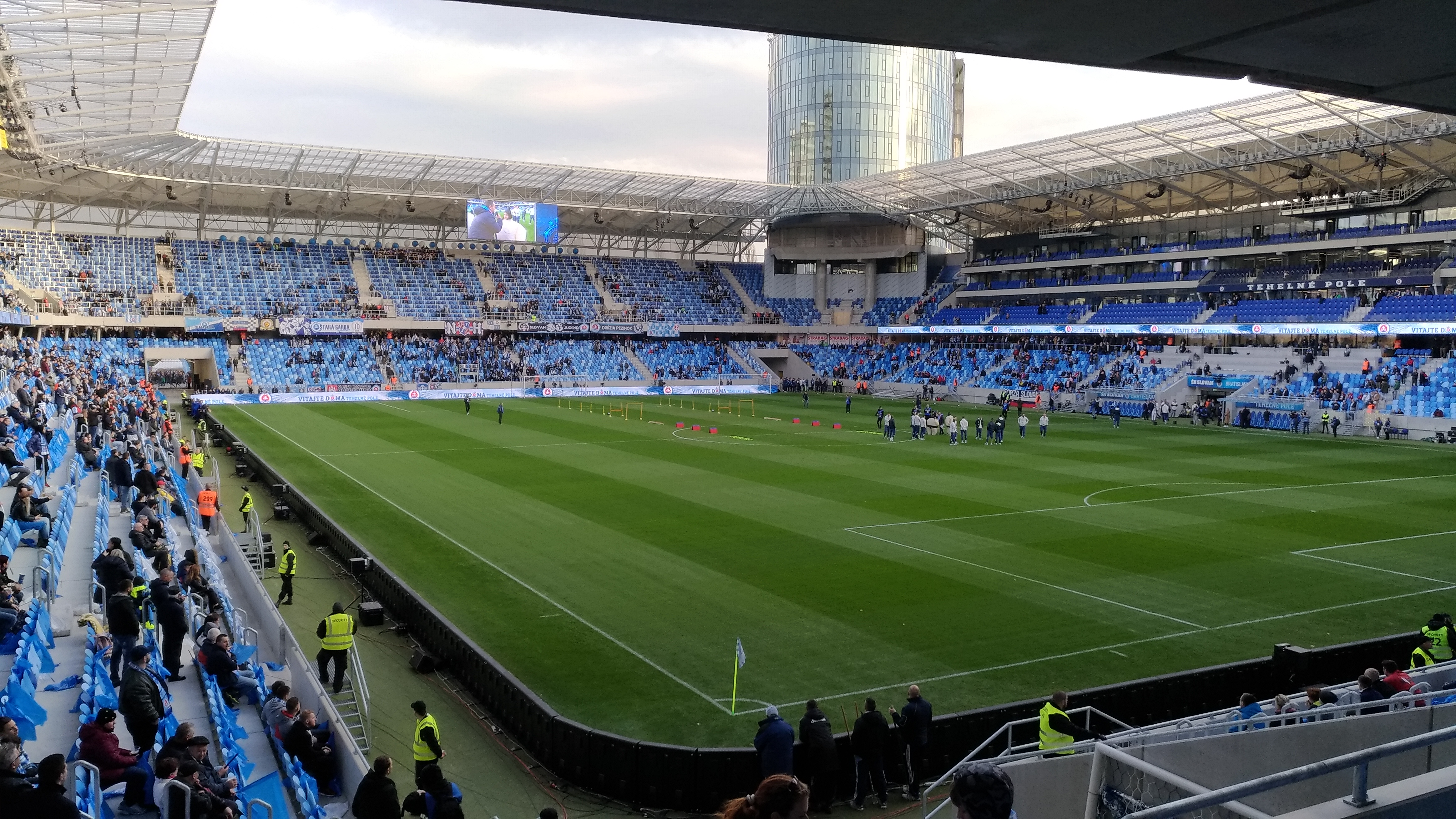
Estádio Tehelné pole em Nové Mesto, lar do clube de futebol Slovan Bratislava.

O futebol está representado atualmente por dois clubes que jogam na Superliga de futebol, a Corgoň Une. O Slovan Bratislava, fundado em 1919, que tem sua sede no estádio Tehelné pole, é o clube mais laureado do país (8 títulos) e é o único clube da antiga Checoslováquia e da atual Eslováquia que possui um título europeu em suas vitrinas, a Taça dos Clubes Vencedores de Taças em 1969. O FC Artmedia Bratislava fundado em 1898 é o clube mais antigo de Bratislava e tem sua sede em Štadión Petržalka em Petržalka. Outro conhecido clube da cidade é o FK Inter Bratislava, fundado em 1945, tem sua sede no terreno Štadión Pasienky e na atualidade compete na Segunda Divisão eslovaca.
Bratislava é a sede de três foros de desportos de inverno: Ondrej Nepela Stadium, V. Dzurilla Stadium, e Dúbravka Stadium. O HC Slovan Bratislava equipe de hóquei sobre gelo representa Bratislava no campeonato nacional de hóquei sobre gelo, o Extraliga. Samsung Areia, uma parte do Ondrej Nepela, é o lar do HC Slovan. Os Campeonato Mundial de Hóquei sobre Gelo Campeonatos do Mundo de Hóquei sobre gelo em 1959 e 1992 tiveram lugar em Bratislava, e o de 2011 da modalidade masculina se celebrou também na cidade, além de Košice e, de um novo palco que se estava planificando.
O Centro de Desportos Aquáticos Čunovo tem um slalom e rafting, nas imediações da represa Gabčíkovo. O Centro acolhe vários concursos anuais nacionais e internacionais de canoa e caiaque.
O Centro Nacional de Tênis, que inclui Sibamac Arena NTC, acolhe diversas atividades culturais, esportivas e eventos sociais. Várias partidas da Copa Davis jogaram-se ali, incluindo a final da Copa Davis 2005. A cidade está representada na parte superior da Eslováquia em equipas masculinas e femininas de basquete, feminina de andebol e voleibol, e masculina de polo aquático. A corrida nacional de Devín em Bratislava é o evento esportivo mais antigo da Eslováquia, e a maratona de Bratislava celebra-se anualmente desde o ano de 200]. Uma pista encontra-se em Petržalka, onde se celebram regularmente corridas de cavalos e de cães.

## Nascido em Bratislava
- Rudolf Laban (1879) - coreógrafo e pesquisador
- Dominika Cibulková - tenista
- Jarmila Gajdošová - tenista
- Edita Gruberova (1946) – soprano
- Johann Nepomuk Hummel - compositor
- Janette Husárová - tenista
- Kristína Kučová - tenista
- Zuzana Kučová - tenista
- Philipp Lenard -  físico
- Peter Machajdik (1961) - compositor